# 130283 Elizabethgraham
130283 Elizabethgraham è un asteroide della fascia principale. Scoperto nel 2000, presenta un'orbita caratterizzata da un semiasse maggiore pari a 3,1179422 UA e da un'eccentricità di 0,0669953, inclinata di 17,17028° rispetto all'eclittica.
L'asteroide è dedicato a Elizabeth e Graham Lawrence Brady, genitori dello scopritore.